# Никола Марковић (сликар)
Никола Марковић (Пожаревац, 1843 — Београд, 1889) био је српски сликар и иконописац. Године 1870. постао је члан Српског ученог друштва, сада Српске академије науке и уметности.

## Рад
Иконостаси Николе Марковића се налазе у Књажевцу, Великом Орашју, Гроцкој и на другим местима:
- Иконостас цркве Успења Пресвете Богородице у манастиру Љубостињи
- Иконостас манастира Боговађе у сарадњи са оцем Милијом и братом Радованом, 1858.[2]
- Иконостас цркве Свете Тројице у Горњем Милановцу, 1862.[3]
- Иконостас цркве Светог Арханђела Гаврила у Аранђеловцу[4]
- Иконостас цркве Покрова Пресвете Богородице у Ваљеву, 1865.[5]
- Иконостас цркве Светог цара Константина и царице Јелене у Коцељеви, 1871.[6]
- Иконостас топчидерске цркве Светих апостола Петра и Павла (у сарадњи са Стеваном Тодоровићем), 1874.[7]
- Иконостас манастира Петковица код Шапца[8]
- Иконостас цркве Покрова Пресвете Богородице у Лозници